# Xiao'erjing

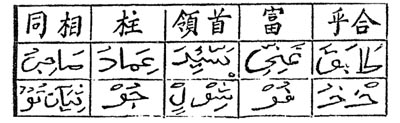
Extrait d'un dictionnaire xiao'erjing sino-arabique du début de la république populaire de Chine.

On appelle xiao'erjing (小儿经, xiǎo'érjīng), xiao'erjin (小儿锦, xiǎo'érjǐn, ثِیَوْعَرݣ‌ٍْ, Щёрҗин /ɕjàu.ǎɚ.tɕíŋ/) ou xiaojing (小经 ou 消经) la transcription des langues chinoises telles que le mandarin (et en particulier ses dialectes lanyin (de Lanzhou et Yinchuan), zhongyuan (de plaine centrale) et du nord-est), la langue doungane et le vietnamien au moyen de l'écriture arabe. Cette transcription est utilisée par une partie des minorités ethniques de Chine qui ont adhéré à l'islam (c'est-à-dire essentiellement les Hui, mais également les Dongxiang et les Salar). Elle était aussi utilisée par les Dounganes, des descendants des Hui installés en Asie centrale, avant que les réformes de l'écriture introduites par l'Union soviétique les obligent  à utiliser d'abord l'alphabet latin, puis l'alphabet cyrillique pour transcrire leur langue, afin d'unifier l'alphabet dans l'Union soviétique — et les Dounganes continuent aujourd'hui à écrire en cyrillique.
Le xiao'erjing s'écrit de droite à gauche, comme toute écriture utilisant l'alphabet arabe. Il utilise le même principe que le système d'écriture actuel de la langue ouïghour, dans lequel les voyelles sont aussi transcrites (ce qui n'est le plus souvent pas le cas dans l'écriture arabe). Ce n'est donc plus à proprement parler un alphabet consonantique (abjad), tel qu'on le trouve en arabe, en persan ou en ourdou. Cela est vraisemblablement dû à l'importance des voyelles dans la langue chinoise, langue dont le grand nombre d'homophones constitue déjà une difficulté à l'oral ; simplifier davantage l'écrit par rapport à l'oral rendrait sans doute l'écriture incompréhensible.

## Nomenclature
Le xiao'erjing ne dispose pas d'une appellation standard. Dans les provinces du Shanxi, du Hebei, du Henan, du Shandong, dans l'est du Shaanxi ainsi qu'à Pékin, Tianjin, et en Mandchourie, cette écriture est appelée xiǎo'érjīng, appellation parfois raccourcie en xiǎojīng ou iāojīng (xiāo signifiant « revoir » dans ces régions). Au Ningxia, au Gansu, en Mongolie-Intérieure, au Qinghai, au Shaanxi occidental et dans les provinces du nord-ouest, cette écriture est généralement appelée xiǎo'érjǐn. Les Dongxiangs l'appellent généralement écriture dongxiang ou écriture huihui ; les Salar l'appellent quant à eux écriture salar. Les Dounganes d'Asie centrale utilisèrent une variation du xiao'erjing appelée écriture hui, avant de devoir l'abandonner pour l'alphabet latin puis l'alphabet cyrillique.

## Origines
Depuis l'arrivée de l'islam au cours de la dynastie Tang (à partir du milieu du VIIe siècle), de nombreux locuteurs de langue arabe ou de langue perse émigrèrent en Chine. Au fil des siècles, ceux-ci furent assimilés aux chinois Hans, gardant cependant leur religion musulmane, et étant désormais identifiés à l'ethnie Hui. Nombre d'entre eux fréquentèrent des madāris (écoles coraniques) pour étudier l'arabe classique et le Coran. De par le fait que ces étudiants n'avaient qu'une faible connaissance de la langue chinoise écrite et des caractères chinois, mais le chinois comme langue maternelle et une bonne connaissance de l'alphabet arabe, ils commencèrent à utiliser celui-ci pour écrire leur parler chinois. La première utilisation de cette pratique fut l'écriture des sourates du Coran pour permettre leur mémorisation. Cela permettait également d'utiliser directement du vocabulaire arabe ou perse utilisé dans les écoles coraniques. Dès lors, un système d'écriture du chinois en écriture arabe apparut, se structurant et se standardisant progressivement. La plus ancienne trace de cette écriture xiao'erjing est une stèle de la cour de la mosquée Daxue Xixiang (de) (大学习巷清真寺, Dà xuéxí xiàng qīngzhēnsì, doungane : Да щүәщи щён чинҗынсы) conservée à Xi'an dans la province du Shaanxi. La stèle comporte des versets du Coran en arabe, ainsi que les noms des étudiants inscrits en xiao'erjing. La stèle fut réalisée en l'an 740 du calendrier islamique (entre le 9 juillet 1339 et le 26 juin 1340).

## Usage
Le xiao'erjing renvoie en fait à deux systèmes d'écriture : l'« écriture des mosquées », et l'« écriture de tous les jours ». L'écriture des mosquées est le système utilisé par les élèves et les imams dans les mosquées et les madrasahs. Elle contient davantage de termes d'origine perse ou arabe. Elle est relativement standardisée et peut être considérée comme un vrai système d'écriture. L'écriture de tous les jours est utilisée par les personnes d'une éducation moindre, pour les lettres et correspondances entre individus. Il s'agit généralement d'une langue simple, où l'écriture arabe est parfois associée à des sinogrammes simples, et aux thèmes ne relevant pas du religieux, et comportant dès lors peu de termes d'origine arabe ou perse. Peu formalisée, cette écriture peut varier fortement selon les personnes, en fonction d'une prononciation locale particulière, et peut donc ne pas être comprise par tous.

### Usage moderne
Le xiao'erjing est depuis quelques années en voie d'extinction, à cause de la multiplication des échanges économiques et culturels au sein de la république populaire de Chine, et d'un meilleur accès à l'enseignement dans les régions reculées. Les caractères chinois et le hanyu pinyin ont désormais tendance à remplacer le xiao'erjing. Depuis le milieu des années 1980, diverses recherches ont été menées en Chine et en dehors concernant le xiao'erjing. De nombreux travaux de collecte de documents, écritures et interviews de personnes pratiquant cette écriture ont été menés, notamment par des équipes de l'Université de Nankin.

## Alphabet
Le xiao'erjing utilise 36 lettres, dont quatre pour représenter des voyelles. 28 de ces lettres proviennent de l'arabe, 4 du persan et 2 modifiées du persan ; 4 sont spécifiques au xiao'erjing.

### Initialesetconsonnes
|    | Alphabet | Finale-Médiane-Initiale | Prononciation mandarin standard | Hanyu Pinyin    | Prononciation Arabe     | Prononciation Persan | Exemple                | Notes |
| -- | -------- | ----------------------- | ------------------------------- | --------------- | ----------------------- | -------------------- | ---------------------- | --- |
| 1  |          |                         | [ɑ], [a]                        | a, a-, -a, -a-  | [ʔ], [a:], [æː]         | [ʔ], [ɔ], [æ]        | اَ(阿ā)                 | Son de voyelle |
| 2  |          |                         | [p]\|[b]-                       | b-              | [b]                     | [b]                  | بَا(爸bà)               | |
| 3  |          |                         | [pʰ]-                           | p-              | aucun                   | [p]                  | پﹾ(婆pó)               | Emprunté au persan |
| 4  |          |                         | [tʰ]-                           | t-              | [t]                     | [t]                  | تَا(塔tǎ)               | |
| 5  |          |                         | [tɕʰ]-, [ɕ]-                    | q-, x-          | [θ]                     | [s]                  | ثِئ(些xiē)              | Changement de son quand utilisé pour le chinois |
| 6  |          |                         | [tɕʰ]-                          | q-              | aucun                   | aucun                | ﭤْﻮ(穷qióng)            | |
| 7  |          |                         | [ʈʂ], [ʈ]                       | zh-             | [dʒ]                    | [dʒ]                 | ﺟﹾ(这zhè)              | Changement de son quand utilisé pour le chinois |
| 8  |          |                         | [ʈʂʰ], [ʈʰ], [ɖʐ], [ɖ]          | ch-             | aucun                   | [tʃ]                 | ﭼﹾ(车ché)              | Emprunté au persan |
| 9  |          |                         | [x]-                            | h-              | [ħ]                     | [h]                  | ﺣﹾ(河hé)               | Utilisé devant une syllabe avec les finales -e, -ei, -en, -eng en Hanyu pinyin                                                                         |
| 10 |          |                         | [x]-                            | h-              | [x]                     | [x]                  | ﺧﹸ(湖hú)               | Utilisé devant une syllabe avec les finales -u, -ua, -uai, -uan, -uang, -ui, -un, -uo en Hanyu pinyin                                                  |
| 11 |          |                         | [t]\|[d]-, [tɕ]-                | d-, j-          | [d]                     | [d]                  | دٍْ(钉dīng)              | Aussi utilisé pour représenter quelques syllabes avec l'initiale j- en Hanyu pinyin                                                                    |
| 12 |          |                         | [ts]-                           | z-              | [ð]                     | [z]                  | ذَىْ(在zài)              | |
| 13 |          |                         | -[ɻ]                            | -r              | [r]                     | [ɾ]                  | لِر(粒儿lìr)            | Représente le son rhotique final -r |
| 14 |          |                         | aucun                           | aucun           | [z]                     | [z]                  | زَكَاة(zakat)            | Seulement utilisé avec les termes d'origine arabe |
| 15 |          |                         | [ʐ]\|[ɻ]-                       | r-              | aucun                   | [ʒ]                  | ژﹾ(热rè)               | Emprunté au persan |
| 16 |          |                         | [s]-, [ɕ]-                      | s-, x-          | [s]                     | [s]                  | سٍ(信xìn)               | Également utilisé pour représenter quelques syllabes avec les initiales s- et sh- en Hanyu pinyin                                                      |
| 17 |          |                         | [s]-                            | s-              | aucun                   | aucun                | (思sī)                 | Utilisé uniquement pour figurer le ton d'entrée ou les anciennes syllabes avec ton d'entrée                                                            |
| 18 |          |                         | [ʂ]-, [ɕ]-                      | sh-, x-         | [ʃ]                     | [ʃ]                  | شِ(是shì)               | Également utilisé pour représenter quelques syllabes avec les initiales x- en Hanyu pinyin                                                             |
| 19 |          |                         | [s]-                            | s-              | [sˁ]\|[sˠ]              | [s]                  | صْ(色sè)                | |
| 20 |          |                         | aucun                           | aucun           | [dˁ]\|[ðˠ]              | [z]                  | الْضَّاد(le Monde arabe)  | Seulement utilisé avec les termes d'origine arabe |
| 21 |          |                         | [tsʰ]-                          | c-              | aucun                   | aucun                | ڞْ(册cè)                | |
| 22 |          |                         | [ts]-                           | z-              | [tˁ]\|[tˠ]              | [t]                  | طٌ(遵zūn)               | Changement de son quand utilisé pour le chinois |
| 23 |          |                         | [ts]-                           | z-              | [ðˁ]\|[ðˠ]              | [z]                  | ظْ(作zuò)               | Changement de son quand utilisé pour le chinois |
| 24 |          |                         | [ə]\|[ɤ]                        | e, e-, -e, -e-  | [ʕ]                     | [ʔ]                  | ﻋﹶ(恶è)                | Une voyelle quand utilisé pour la langue chinoise, mais considéré comme une consonne pour les termes issus de l'arabe ou du persan                     |
| 25 |          |                         | aucun                           | aucun           | [ɣ]\|[ʁ], [q]           | [ɣ]\|[ɢ]             | غَبْن(fraude criminelle) | Seulement utilisé avec les termes d'origine arabe |
| 26 |          |                         | [f]-                            | f-              | [f]                     | [f]                  | فِ(废fèi)               | |
| 27 |          |                         | [k]\|[g]-                       | g-              | [q], [ɡ], [ʔ], [k], [ɢ] | [ɣ]\|[ɢ], [q]        | قَ(个ge)                | Changement de son quand utilisé pour le chinois |
| 28 |          |                         | aucun                           | aucun           | [k]                     | aucun                | كَلِمَة(proverbe)         | Seulement utilisé avec les termes d'origine arabe |
| 28 |          |                         | [kʰ]-                           | k-              | [k]                     | [k]                  | ﮎْ(可kě)                | Emprunté au persan |
| 29 |          |                         | aucun                           | aucun           | aucun                   | [g]                  | گنج(trésor)            | Emprunté au persan et seulement utilisé avec les termes d'origine persan                                                                               |
| 30 |          |                         | [ŋ]-, [ɲ]-                      | ng-, gn-        | aucun                   | aucun                | ﮜْﺎ(仰ngǎng)            | Assez rare, utilisé pour représenter soit [ŋ]- une initiale du Ningxia et de Mongolie intérieure ou [ɲ]- une initiale du Gansu et du Qinghai           |
| 31 |          |                         | [l]-                            | l-              | [l]\|[lˁ]               | [l]                  | لِ(里lǐ)                | |
| 32 |          |                         | [m]\|[n]-                       | m-, n-          | [m]                     | [m]                  | مِ(秘mì)                | |
| 33 |          |                         | [n]-                            | n-              | [n]                     | [n]                  | نِ(你nǐ)                | |
| 34 |          |                         | [x]-                            | h-              | [h]                     | [h], [ɛ], [æ]        | هَا(哈hā)               | Essentiellement utilisé pour les termes empruntés à l'arabe, utilisé devant les syllabes utilisant les finales -a, -ai, -an, -ang, -ao en Hanyu pinyin |
| 35 |          |                         | [u], [ʊ]                        | wu, u-, -u, -u- | [w], [u:], [y]          | [v], [u], [o], [ow]  | ءُ(无wú)                | son de voyelle |
| 36 |          |                         | aucun                           | aucun           | [j], [i:]               | aucun                | يَوْم(Jour du jugement)  | Uniquement utilisé pour les emprunts de l'arabe, et son de voyelle                                                                                     |
| 36 |          |                         | [i], [ɪ]                        | yi, i-, -i, -i- | aucun                   | [j], [i], [e]        | يَا(呀ya)               | Emprunté au persan et son de voyelle |

### Finalesetvoyelles
|    | Script | Prononciation mandarin standard | Hanyu Pinyin | Exemple      | Notes                                                                      |
| -- | ------ | ------------------------------- | ------------ | ------------ | -------------------------------------------------------------------------- |
| 1  | ou     | [ɑ]                             | a            | اَ(阿ā)       |                                                                            |
| 2  |        | -[ɑ]                            | -a           | دَا(大dà)     |                                                                            |
| 3  |        | [iɑ]                            | ya           | يَا(呀ya)     |                                                                            |
| 4  |        | -[iɑ]                           | -ia          | كِا(家jiā)    | Limitée aux syllabes avec les initiales j-, q-, x-, l- en Hanyu pinyin     |
| 5  |        | [uɑ]                            | wa           | وَ(娃wá)      |                                                                            |
| 6  |        | -[uɑ]                           | -ua          | قُوَ(刮guā)    |                                                                            |
| 7  | aucun  | [o]                             | o            | aucun        | Rare, pas d'utilisation en Xiao'erjing                                     |
| 8  | aucun  | [uo]\|[uɔ]                      | wo           | aucun        | Rare, pas d'utilisation en Xiao'erjing                                     |
| 9  |        | [ə]\|[ɤ]                        | e            | ﻋﹶ(恶è)      |                                                                            |
| 10 | ou     | -[ə]\|[ɤ]                       | -e           | دْ(德dé)      |                                                                            |
| 11 |        | [uə]                            | wo           | وْ(我wǒ)      |                                                                            |
| 12 |        | -[uə]                           | -uo          | قُوَع(国guó)   |                                                                            |
| 13 |        | [ɑɻ]                            | er           | عَر(儿ér)     |                                                                            |
| 14 |        | -[ɻ]                            | -r           | لِر(粒儿lìr)  | Représente la finale rhotique -r                                           |
| 15 | aucun  | [ɛ]                             | ê            | aucun        | Rare, pas d'utilisation en Xiao'erjing                                     |
| 16 |        | [iɛ]                            | ye           | اِئ(耶yē)     |                                                                            |
| 17 |        | -[iɛ]                           | -ie          | كِئ(解jiě)    |                                                                            |
| 18 |        | [yɛ]                            | yue          | يُؤ(约yuē)    |                                                                            |
| 19 |        | -[yɛ]                           | -üe, -ue     | كُؤ(决jué)    | Limitée aux syllabes avec les initiales j-, q-, x-, l-, n- en Hanyu pinyin |
| 20 | ou     | [i]                             | yi           | ءِ(意yì)      |                                                                            |
| 21 |        | -[i]                            | -i           | ﭼﹺ(其qí)     |                                                                            |
| 22 |        | -                               | -i           | ذِ(子zǐ)      | Limitée aux syllabes avec les initiales z-, c-, s- en Hanyu pinyin         |
| 23 |        | -[ʐ̩]                            | -i           | ﺟﹺ(知zhī)    | Limitée aux syllabes avec les initiales zh-, ch-, sh-, r- en Hanyu pinyin  |
| 24 |        | [aɪ]                            | ai           | اَىْ(爱ài)     |                                                                            |
| 25 |        | -[aɪ]                           | -ai          | كَىْ(凯kǎi)    |                                                                            |
| 26 | aucun  | [eɪ]                            | ei           | aucun        | Rare, pas d'utilisation en Xiao'erjing                                     |
| 27 | ou     | -[eɪ]                           | -ei          | دِؤ(得děi)    |                                                                            |
| 28 |        | [uaɪ]                           | wai          | وَىْ(歪wāi)    |                                                                            |
| 29 |        | -[uaɪ]                          | -uai         | كُوَىْ(块kuài)  |                                                                            |
| 30 |        | [ueɪ]                           | wei          | وِ(为wèi)     |                                                                            |
| 31 |        | -[ueɪ]                          | -ui          | حُوِ(回huí)    |                                                                            |
| 32 | ou     | [u]                             | wu           | ءُ(无wú)      |                                                                            |
| 33 | ou     | -[u]                            | -u           | كُو(苦kǔ)     |                                                                            |
| 34 |        | [aʊ]                            | ao           | اَوْ(奥ào)     |                                                                            |
| 35 |        | -[aʊ]                           | -ao          | قَوْ(高gāo)    |                                                                            |
| 36 |        | [əʊ]\|[ɤʊ]                      | ou           | عِوْ(偶ǒu)     |                                                                            |
| 37 |        | -[əʊ]\|[ɤʊ]                     | -ou          | كِوْ(口kǒu)    |                                                                            |
| 38 |        | [iaʊ]                           | yao          | يَوْ(要yào)    |                                                                            |
| 39 |        | -[iaʊ]                          | -iao         | كِيَوْ(教jiào)  |                                                                            |
| 40 |        | [iəʊ]\|[iɤʊ]                    | you          | يِوْ(有yǒu)    |                                                                            |
| 41 |        | -[iəʊ]\|[iɤʊ]                   | -iu          | نِيِوْ(牛niú)   |                                                                            |
| 42 |        | [y]                             | yu           | ىُ(与yǔ)      |                                                                            |
| 43 | et     | -[y]                            | -ü, -u       | نُوُ(女nǚ)     | Limitée aux syllabes avec initiales j-, q-, x-, l-, n- en Hanyu pinyin     |
| 44 |        | [an]                            | an           | ءًا(安ān)     |                                                                            |
| 45 |        | -[an]                           | -an          | دًا(但dàn)    |                                                                            |
| 46 | ou     | [ən]                            | en           | ءٌ(恩ēn)      |                                                                            |
| 47 | ou     | -[ən]                           | -en          | قٍ(根gēn)     |                                                                            |
| 48 | ou     | [in]                            | yin          | ءٍ(因yīn)     |                                                                            |
| 49 |        | -[in]                           | -in          | ٿٍ(勤qín)     |                                                                            |
| 50 |        | [yn]                            | yun          | ىٌ(孕yùn)     |                                                                            |
| 51 |        | -[yn]                           | -un          | کﹲ(均jūn)    | Limitée aux syllabes avec les initials j-, q-, x- en Hanyu pinyin          |
| 52 |        | [iɛn]                           | yan          | يًا(严yán)    |                                                                            |
| 53 |        | -[iɛn]                          | -ian         | لِيًا(练liàn)  |                                                                            |
| 54 |        | [uan]\|[wan]                    | wan          | وًا(万wàn)    |                                                                            |
| 55 |        | -[uan]                          | -uan         | كُوًا(宽kuān)  |                                                                            |
| 56 |        | [yɛn]                           | yuan         | يُوًا(源yuán)  |                                                                            |
| 57 |        | -[yɛn]                          | -uan         | كُوًا(捐juān)  | Limitée aux syllabes avec les initiales j-, q-, x- en Hanyu pinyin         |
| 58 |        | [uən]\|[wən]                    | wen          | وٌ(问wèn)     |                                                                            |
| 59 |        | -[uən]                          | -un          | کﹲ(困kùn)    |                                                                            |
| 60 |        | [ɑŋ]                            | ang          | ءْا(昂áng)    |                                                                            |
| 61 |        | -[ɑŋ]                           | -ang         | قْا(刚gāng)   |                                                                            |
| 62 | aucun  | [əŋ]                            | eng          | none         | Rare, pas d'utilisation en Xiao'erjing                                     |
| 63 | ou     | -[ɤŋ]                           | -eng         | قْع(更gèng)   |                                                                            |
| 64 |        | [iŋ]                            | ying         | ىٍْ(应yīng)    |                                                                            |
| 65 |        | -[iŋ]                           | -ing         | لٍْ(另lìng)    |                                                                            |
| 66 |        | -[ʊŋ]                           | -ong         | خْو(宏hóng)   |                                                                            |
| 67 | ou     | [yʊŋ]                           | yong         | يْو(用yòng)   |                                                                            |
| 68 | ou     | -[yʊŋ]                          | -iong        | ﭤْﻮ(穷qióng)  | Limitée aux syllabes avec initiales j-, q-, x- en Hanyu pinyin             |
| 69 |        | [iɑŋ]                           | yang         | يْا(羊yáng)   |                                                                            |
| 70 |        | -[iɑŋ]                          | -iang        | لِيْا(良liáng) |                                                                            |
| 71 |        | [uɑŋ]\|[wɑŋ]                    | wang         | وْا(忘wàng)   |                                                                            |
| 72 |        | -[uɑŋ]                          | -uang        | كُوْا(况kuàng) |                                                                            |
| 73 |        | [uɤŋ]\|[wɤŋ]                    | weng         | وْع(翁wēng)   |                                                                            |

Les voyelles dans les mots issus de l'arabe et du persan gardent leur forme originale, et dès lors seules les voyelles longues sont indiquées, les courtes étant omises.
Bien que le sukuun () puisse être omis dans les mots d'origine arabe ou persane, il ne peut être omis pour le chinois. La seule exception est le cas de mots monosyllabiques courants dont le sukuun n'est généralement pas indiqué à l'écrit. Par exemple, lorsqu'ils sont « emphasés », 的 et 和 sont écrits دِ et  ﺣَ; lorsqu'ils ne sont pas emphasés, ils sont écrits avec les sukuuns دْ et  ﺣْ, ou sans les sukuuns د et  ﺣ.
De même, le sukuun peut également représenter en chinois le -[ŋ] final. Il est parfois remplacé par le hatan gras (), le kasratan (), ou le dammatan ().
Dans les mots polysyllabiques, le 'alif final ( ﺎ) représentant la voyelle longue -ā peut être omis et remplacé par un hah gras() représentant la voyelle courte -ă.
Le xiao'erjing utilise, comme le hanyu pinyin, des espaces pour séparer les mots (en chinois, il n'y a jamais d'espace entre les sinogrammes).
Lorsqu’il est utilisé dans les mots chinois, le signe shaddah indique un doublement de la syllabe qui le précède. Il a la même fonction que le caractère chinois 々.
Les marques de ponctuation arabes peuvent être utilisées pour le xiao'erjing comme les marques de ponctuation chinoise ; les deux peuvent être aussi mélangées (pause et périodes chinoises avec les points et les accents arabes).

## Exemple
Article premier de la Déclaration universelle des droits de l'homme en xiao'erjing, en chinois simplifié et en chinois traditionnel, hanyu pinyin et français :
- Xiao'erjing : «ژٍّ شْ‌ٍ عَر زِیُوْ، زَیْ ظٌ‌یًا حَ‌ کِیُوًالِ شَانْ‌ ءِلِیُوِ پِیٍٔ‌دٍْ. تَامٌ فُ‌یُوْ لِ‌ثٍْ حَ لِیَانْ‌ثٍ، بِیٍٔ یٍ ءِ ثِیٌ‌دِ قُوًاثِ دْ ݣ‌ٍْشٍ خُ‌ثِیَانْ دُوِدَیْ.»
- Sinogramme simplifié : “人人生而自由，在尊严和权利上一律平等。他们赋有理性和良心，并应以兄弟关系的精神互相对待。”
- Chinois traditionnel : 「人人生而自由，在尊嚴和權利上一律平等。他們賦有理性和良心，並應以兄弟關係的精神互相對待。」
- Hanyu Pinyin : Rénrén shēng ér zìyóu, zài zūnyán hé quánlì shàng yílǜ píngděng. Tāmen fù yǒu lǐxìng hé liángxīn, bìng yīng yǐ xiōngdiguānxì de jīngshén hùxiāng duìdài.
- Français : « Tous les êtres humains naissent libres et égaux en dignité et en droits. Ils sont doués de raison et de conscience et doivent agir les uns envers les autres dans un esprit de fraternité. »